# Viñas
Viñas község Spanyolországban,  Zamora tartományban. Viñas Trabazos, Figueruela de Arriba, San Vitero és Rábano de Aliste községekkel határos. Lakosainak száma 160 fő (2024).

## Népesség
A település népessége az utóbbi években az alábbiak szerint változott:
| Lakosok száma | 288  | 259  | 250  | 229  | 225  | 202  | 197  | 180  | 160  | 160  |
|               | 2001 | 2004 | 2007 | 2009 | 2012 | 2014 | 2017 | 2019 | 2022 | 2024 |